# Орехов, Вадим Викторович
Вади́м Ви́кторович Оре́хов (6 мая 1995, Новосибирск, Россия — 26 сентября 2020, Барнаул, Россия) — российский хоккеист, игравший на позиции вратаря. Воспитанник клуба «Сибирь», в системе которого играл до 2015 года. В сезоне 2015/16 выступал за команду Молодёжной хоккейной лиги (МХЛ) «Сарматы». С 2016 по 2018 год игрок клуба «Тамбов», выступающего в Первенстве Высшей хоккейной лиги. В сезоне 2018/19 выступал за «Горняк» (Рудный) в чемпионате Казахстана. В 2019 году подписал контракт с «Химиком» (Новополоцк), но в ходе чемпионата перешёл в жлобинский «Металлург». Перед сезоном 2019/20 заключил соглашение с клубом «Динамо-Алтай». Погиб в ночь с 26 по 27 сентября 2020 года в автомобильной аварии.

## Биография
Вадим Орехов родился в Новосибирске. Он являлся воспитанником хоккейного клуба «Сибирь», вместе с детско-юношеской новосибирской командой четыре раза принимал участие в финальных турнирах чемпионата России по своему возрасту в качестве вратаря, но ни разу «Сибирь» не занимала призовых мест на этих турнирах. В конце сезона 2011/12 Орехов дебютировал в команде Молодёжной хоккейной лиги (МХЛ) «Сибирские Снайперы», сыграв 2 матча в плей-аут. В мае 2012 года «Сибирь» решила закрепить права на Орехова, выбрав своего воспитанника в 4-м раунде драфта Континентальной хоккейной лиги (КХЛ). Со старта следующего сезона Орехов сразу стал основным вратарём «Сибирских Снайперов». В регулярном чемпионате он сыграл в 50 матчах, в которых отразил 92,5 % бросков при коэффициенте надёжности 2,87. В сезоне 2013/14 Орехов регулярно вызывался в «Сибирь», где заявлялся резервным вратарём на матчи в КХЛ. 11 октября 2013 года он дебютировал в основной команде, проведя на льду 45 секунд в матче с «Атлантом» и отразив один бросок по своим воротам. По ходу чемпионата Орехов больше не получал игрового времени в «Сибири». Остаток сезона он провёл в «Снайперах», которым помог впервые в их истории выйти в плей-офф МХЛ. Несмотря на качественную игру Орехова, новосибирцы уступили в серии 1/8 финала команде «Омские Ястребы». В сезоне 2014/15 статистические показатели Орехова ухудшились, и его больше не вызывали в основную команду. По окончании сезона вратарь покинул Новосибирск и подписал контракт с другой командой МХЛ — «Сарматы». За оренбуржцев Орехов сыграл только в 15 матчах, два из которых он провёл «на ноль».
В 2016 году Орехов начал играть за клуб «Тамбов» в Первенстве Высшей хоккейной лиги. Он провёл в составе «волков» два сезона, по итогам второго из них став вместе с командой обладателем Кубка Федерации — трофея, вручаемого победителю Первенства ВХЛ. Сезон 2018/19 новосибирец проводил в рудненском «Горняке», выступающего в чемпионате Казахстана. Орехов показывал хороший уровень игры в новой лиге, но «горняки» не сумели по итогам регулярного чемпионата выйти в плей-офф. В июле 2019 года Орехов подписал контракт с «Химиком» (Новополоцк) из группы B Белорусской экстралиги. Россиянин стал основным вратарём новополоцкого клуба, отражая 93 % бросков по своим воротам. В конце ноября появилась информация, что Орехов скоро покинет команду, но вратарь продолжил выступать за «Химик» вплоть до 31 января 2020 года, когда в результате обмена перешёл в жлобинский «Металлург». Уже на следующий день он дебютировал за «металлургов» в игре с «Гомелем», завершив матч победой в серии буллитов — 4:3. Вместе со жлобинским клубом Орехов принял участие в розыгрыше плей-офф главной Экстралиги, в котором «Металлург» не сумел преодолеть соперника по четвертьфиналу — солигорский «Шахтер». Летом 2020 года вратарь вернулся в Россию, присоединившись в межсезонье к клубу Первенства ВХЛ «Динамо-Алтай». На старте сезона 2019/20 Орехов сыграл за алтайскую команду 4 матча, в трёх из которых он одержал победу при коэффициенте надёжности 2,51.

## Смерть
Вадим Орехов погиб в ночь с 26 по 27 сентября 2020 года в автомобильной аварии, произошедшей в Барнауле на улице Аванесова. Он был пассажиром Land Rover Evoque, которым управлял его одноклубник по «Динамо-Алтай» Данил Тимченко. Автомобиль врезался в бордюр, а потом въехал в металлическую конструкцию, стоявшую у дороги. Тимченко получил травмы и был отправлен в больницу, а Орехов скончался до приезда скорой помощи. В момент аварии водитель был нетрезв: содержание алкоголя в его крови составило 0,8 промилле, при норме в 0,16 промилле. Спустя сутки после аварии Тимченко был задержан. По обвинению в гибели хоккеиста ему грозило от 5 до 12 лет тюремного заключения. Прощание с Ореховым состоялось 29 сентября в Барнауле, в Алтайском похоронном доме; хоккеиста похоронили на его родине, в Новосибирске. В марте 2021 года суд приговорил Тимченко к 5 годам лишения свободы условно и лишил водительских прав на два с половиной года.

## Статистика

### Клубная
- a В «Плей-офф» учитывается статистика игрока в плей-аут.
- b В «Плей-офф» учитывается статистика игрока в Квалификационном турнире.

- Статистика приведена по данным сайтов Eliteprospects.com и Eurohockey.com.

## Достижения
Командные
| Год  | Команда | Достижение                 | Достижение |
| ---- | ------- | -------------------------- | ---------- |
| 2018 | Тамбов  | Обладатель Кубка Федерации | [ 18 ]     |

### Комментарии
1. ↑  Прозвище хоккейного клуба «Тамбов».
2. ↑  Приз, вручаемый победителю Первенства Высшей хоккейной лиги.